# SCL Tigers
SC Langnau Tigers – szwajcarski klub hokeja na lodzie z siedzibą w Langnau im Emmental.

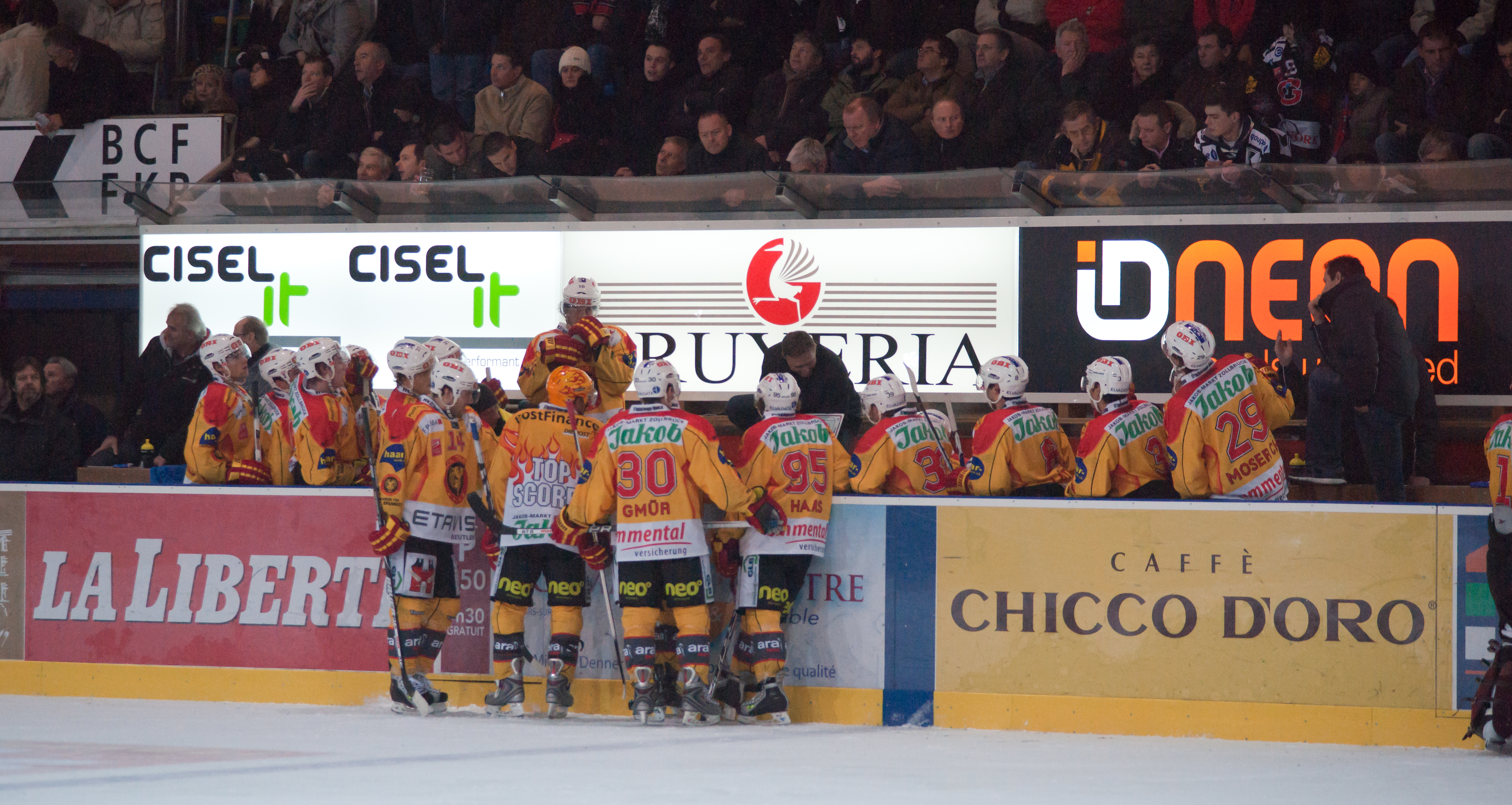
Drużyna drużyny (2010)

## Historia
Kub powstał w 1946 jako Schlittschuh-Club Langnau i pod tą nazwą funkcjonował do 1999. Największe sukcesy zespół świętował w latach 70. XX wieku, kiedy to zdobyli jedyne mistrzostwa Szwajcarii w 1976.
Od 1998 do 2013, czyli nieprzerwanie przez piętnaście lat, występował w rozgrywkach National League A (wcześniej Nationaliga A), jednak po przegranym barażu z Lausanne HC zdegradowany. Zespół powrócił do najwyżej klasy rozgrywkowej w 2015 po zwycięstwie w rozgrywkach National League B i zwycięstwie w decydującej o awansie serii spotkań z Rapperswil-Jona Lakers.

## Sukcesy
- Złoty medal mistrzostw Szwajcarii: 1976
- Srebrny medal mistrzostw Szwajcarii: 1970, 1977, 1978
- Brązowy medal mistrzostw Szwajcarii: 1965, 1975, 1979
- Złoty medal Nationalliga B: 1961, 1987, 1998
- Srebrny medal Nationalliga B: 1960, 2014
- Brązowy medal Nationalliga B: 1989, 2015